# Elezioni generali in Ghana del 1979
Le elezioni generali in Ghana del 1979 si tennero il 18 giugno (primo turno) e il 9 luglio (secondo turno) per l'elezione del Presidente e il rinnovo del Parlamento.

## Risultati

### Elezioni presidenziali
| Candidati          | Partiti                        | I turno   | I turno | II turno  | II turno |
| Candidati          | Partiti                        | Voti      | %       | Voti      | %        |
| ------------------ | ------------------------------ | --------- | ------- | --------- | -------- |
| Hilla Limann       | Partito Nazionale del Popolo   | 631 559   | 35,32   | 1 118 305 | 61,98    |
| Victor Owusu       | Partito del Fronte Popolare    | 533 928   | 29,86   | 686 097   | 38,02    |
| William Ofori Atta | Convenzione Nazionale Unita    | 311 265   | 17,41   |           |          |
| Frank Bernasko     | Partito del Congresso d'Azione | 167 775   | 9,38    |           |          |
| Ibrahim Mahama     | Fronte Social Democratico      | 66 445    | 3,72    |           |          |
| John Bilson        | Partito della Terza Forza      | 49 104    | 2,75    |           |          |
| R P Baffour        | Indipendente                   | 8 812     | 0,49    |           |          |
| Kwame Nyanteh      | Indipendente                   | 8 490     | 0,47    |           |          |
| Mark Diamond Addy  | Indipendente                   | 5 957     | 0,33    |           |          |
| Imoru Ayarna       | Indipendente                   | 4 874     | 0,27    |           |          |
| Totale             | Totale                         | 1 788 209 | 100     | 1 804 402 | 100      |

### Elezioni parlamentari
| Liste                          | Voti      | %     | Seggi |
| ------------------------------ | --------- | ----- | ----- |
| Partito Nazionale del Popolo   | 645 080   | 36,44 | 71    |
| Partito del Fronte Popolare    | 541 659   | 30,60 | 42    |
| Convenzione Nazionale Unita    | 310 062   | 17,51 | 13    |
| Partito del Congresso d'Azione | 156 484   | 8,84  | 10    |
| Fronte Social Democratico      | 69 052    | 3,90  | 3     |
| Partito della Terza Forza      | 31 887    | 1,80  | –     |
| Indipendenti                   | 16 165    | 0,91  | 1     |
| Totale                         | 1 770 379 | 100   | 140   |